# Mnioes
Mnioes is een geslacht van insecten uit de orde vliesvleugeligen (Hymenoptera) en de familie Ichneumonidae.

## Soorten
- M. albispina (Cameron, 1886)
- M. arves Ugalde & Gauld, 2002
- M. attenboroughi Alvarado, 2020
- M. bores Ugalde & Gauld, 2002
- M. cerves Ugalde & Gauld, 2002
- M. dormes Ugalde & Gauld, 2002
- M. erythropoda (Cameron, 1886)
- M. flomes Ugalde & Gauld, 2002
- M. garnes Ugalde & Gauld, 2002
- M. hiles Ugalde & Gauld, 2002
- M. huk Alvarado, 2020
- M. iskay Alvarado, 2020
- M. jucundus (Cresson, 1874)
- M. kinsa Alvarado, 2020
- M. kebes Ugalde & Gauld, 2002
- M. leucozona (Cameron, 1886)
- M. lunatus Kennedy, 1966
- M. mores Ugalde & Gauld, 2002
- M. nalbes Ugalde & Gauld, 2002
- M. orbitalis (Cresson, 1874)
- M. pisqa Alvarado, 2020
- M. poncei Alvarado, 2020
- M. pusaq Alvarado, 2020
- M. qanchis Alvarado, 2020
- M. soqta Alvarado, 2020
- M. tawa Alvarado, 2020
- M. teves Ugalde & Gauld, 2002